# Фрайзингское княжество-епископство
Фрайзингское княжество-епископство (нем. Hochstift Freising) — княжество-епископство Священной Римской империи.
Начало княжество-епископство ведёт с 730 года, когда Корбиниан Фрайзингский основал бенедиктинское аббатство во Фрайзинге. Однако, епископство основано в 739 года Святым Бонифацием. В 783 году во владения епископства перешли земли Сан-Кандидо в Южном Тироле, а Тассилон III оказал помощь в строительстве монастыря. В 973 году Оттон II Рыжий подарил владение Бишофлак (ныне город Шкофья-Лока в Словении). В 1007 году Генрих II даровал владения в Штирии (современная Австрия). В конце XIII века владения епископов увеличились с приобретением богатого графства Верденфельс.
В 1294 году епископ был возведен в статус князя-епископа. Спустя несколько лет Людвиг Баварский продал епископу несколько городов вдоль реки Изар. В 1500 году княжество-епископство включено в Баварский округ Священной Римской империи. В 1697 году князь-епископ открыл высшую школу. В честь тысячелетия, в 1724 году, бенедиктинский монах Карл Мейхельбек написать новую хронику епархии, Historia frisingensis, которая считается одним из первых примеров критических исторических исследований Германии.
К 1800 году территория княжества-епископства была сравнительно небольшой, но очень раздробленной, принадлежащие ему земли были разбросаны на обширной территории: от Баварии на севере и Южного Тироля на юге до Штирии и Шкофья-Локи на востоке.
Как и подавляющее большинство немецких церковных княжеств, Фрайзинг был секуляризован в ходе массовой секуляризации 1802—1803 гг. В ноябре 1802 года баварские войска вошли в город, и территория княжества-епископства в 1803 году была присоединена к Баварии, за исключением отдалённых Штирийского и Словенского анклавов, отошедших к австрийской короне.